# Anus (llengua)
La llengua anus (o korur) és una llengua austronèsia del grup de les llengües sarmi parlada per 320 persones a una illa de la badia de Jayapura, a l'est del riu Tor, a la província de Papua, a Indonèsia.